# Вельголяс (Люблінське воєводство)
Вельголяс (пол. Wielgolas) — село в Польщі, у гміні Кшивда Луківського повіту Люблінського воєводства.
Населення — 75 осіб (2011).
У 1975-1998 роках село належало до Седлецького воєводства.

## Демографія
Демографічна структура станом на 31 березня 2011 року:
|          | Загалом | Допрацездатний вік | Працездатний вік | Постпрацездатний вік |
| -------- | ------- | ------------------ | ---------------- | -------------------- |
| Чоловіки | 30      | 6                  | 20               | 4                    |
| Жінки    | 45      | 10                 | 23               | 12                   |
| Разом    | 75      | 16                 | 43               | 16                   |